# Coventry Golf Club
De Coventry Golf Club is een golfclub in Coventry, Warwickshire, ten zuidoosten van Birmingham.
De club werd in 1887 opgericht en had toen een 9-holes golfbaan op de Whitley Commons. In 1911 verhuisde de club naar de huidige locatie in Fenham Park. De baan is een ontwerp van de broers Tom en Harry Vardon. Tom ontwierp de baan en Harry ontwierp de bunkers. De nieuwe baan werd in 1920 geopend.
Tijdens de Tweede Wereldoorlog werd een deel van de baan gebruikt voor het verbouwen van groenten. Pas in 1950 kreeg de club die delen van de baan weer terug waarna de baan grondig hersteld kon worden. Ook werden in 1960 veel nieuwe bomen geplant, welke veelal door leden werden gedoneerd. 
In 1972 werd een nieuwe weg aangelegd, de Warwick bypass, ten koste van twee holes en het oude clubhuis. Aan de overkant van de Sowe-rivier werd land bijgekocht, waarna Fred Hawtree de opdracht kreeg twee nieuwe holes te ontwerpen. Dit werden hole 11 en 12, zodat alle holes andere nummers kregen. De par van de baan is 73, de SSS is 72 voor de heren en 75 voor de dames.
In het verleden zijn hier enkele (inter)nationale toernooien geweest:
- PGA Championship: 1960
- PGA Seniors Championship: 1966, 1987
- Piccadilly Medal: 1973-1976